# Тивадар Костка Чонтвари
Тивадар Костка Чонтвари, рођен као Михаљ Тивадар Костка (мађ. Csontváry Kosztka Tivadar, 5. јул 1853 – 20. јун 1919), био је мађарски сликар који је био део авангардног покрета почетком двадесетог века. Радећи углавном у Будимпешти, био је један од првих мађарских сликара који је постао познат у Европи. Није припадао ниједној одређеној уметничкој школи, али су његова дела садржала елементе сличне онима најистакнутијих сликара постимпресионизма. Многи критичари га сматрају највећим мађарским сликаром. Дана 15. децембра 2006. године, галерија Киселбах у Будимпешти продала је на аукцији до сада најскупљу Чонтваријеву слику. Рандеву (1902) („Сусрет љубавника”) купио је анонимни клијент за више од милион евра.
Његова дела се налазе у Мађарској националној галерији у Будимпешти и Чонтваријевом музеју у Печују, поред других институција и приватних колекционара.

## Биографија
Чонтвари је рођен 5. јула 1853. у Кисебену, округ Шарош, Краљевина Угарска (данас Сабинов, Словачка), а умро је 20. јуна 1919. у Будимпешти. Његов отац, Ласло Костка, био је лекар и фармацеут, његова мајка је била Франциска Хајцелмајер из Дароца (сада Шаришске Дравце, Словачка). Његови преци са очеве стране били су Пољаци који су се населили у Мађарској. Иако је Чонтвари био опседнут својим мађарским коренима, одрастао је говорећи словачки помешан са немачким. Био је фармацеут до својих двадесетих година.
Дана 13. октобра 1880. године, када је имао 27 година, наводно је имао мистичну визију. Чуо је глас који је говорио: „Бићеш највећи сликар света, већи од Рафаела.” Путовао је по Европи, посећивао галерије Ватикана и вратио се у Мађарску да заради новац за своја путовања радећи као апотекар. Од 1890. године путовао је по свету. Посетио је Париз, Медитеран (Далмацију, Италију, Грчку), Северну Африку и Блиски исток (Либан, Палестину, Египат, Сирију) и сликао. Његове слике су често веома велике, широке неколико метара.
Своја најзначајнија дела насликао је између 1903. и 1909. године. Имао је неколико изложби у Паризу (1907) и Западној Европи. Већина критичара у Западној Европи препознавала је његове способности, уметност и симпатичност, али у Краљевини Угарској током његовог живота сматран је ексцентричним чудаком из више разлога, на пример због свог вегетаријанства, антиалкохолизма, антипушења, пацифизма, као и због својих мутних, пророчких списа и памфлета о његовом животу (Курикулум), генијалности (Ауторитет, Геније) и религиозној филозофији (Позитивум). Неки од његових биографа сматрали су ово латентном, али све више разарајућом шизофренијом. Иако је касније био признат, Чонтвари је током свог живота наишао на мало разумевања за свој визионарски, експресионистички стил. Усамљеник по природи, његов „неуспех” је ослабио његову креативну моћ.
Након његове смрти, 42 Чонтваријеве слике су лежале смотане, а његови наследници су их скоро продали да би се користиле као церада за кола. Могле су бити заувек изгубљене да архитекта по имену Гедеон Герлоци није тражио атеље управо у то време и на том месту, наишао на слике и купио их. Ова уметничка дела су педесет година скупљала прашину у Герлоцијевом стану.
Насликао је више од стотину слика, од којих је вероватно најпознатија и најзначајнија Усамљени кедар (Magányos cédrus). Његова уметност се повезује са постимпресионизмом и експресионизмом, али је био аутодидакт и не може се сврстати у један стил. Идентификовао се као „сликар сунчевог пута”, термин који је сам створио.

## Чонтвари и ментални поремећај
Чонтвари је упамћен као „луди сликар” у Мађарској. Извори, укључујући и његов сопствени дневник, указују да је патио од менталног поремећаја бар од времена своје прве слушне халуцинације коју је доживео у 27. години. Многи верују да је његов јединствени уметнички стил производ његових менталних тешкоћа, иако су мишљења подељена око тога који је, ако је уопште било менталних поремећаја, утицао на Чонтварија и да ли се то одражава на његову уметност.

## Наслеђе
- Чонтвари музеј у Печују, у Мађарској, основан је у његову част и чува многа његова дела.
- Музеј ликовних уметности, Мађарска национална галерија у Будимпешти и Музеј Јанус Панонијус из Печуја одржали су заједничку изложбу под називом „Чонтвари 170” 2023. године. [11]

## Галерија
- Жена седи на прозору.
- Јелен.
- Птица грабљивица.
- Тениска журка.
- Људи пролазе преко моста, 1901.
- Кастеламаре ди Стабија, 1902.
- Панорама Селмечбање
- Састанак љубавника, око 1902. године
- Стари рибар
- Водопад у Шафхаузену 1903
- Водопад у Јајцу
- Тивадар Чонтвари Костка,1903.
- Прољеће у Мостару, 1903, Музеј Чонтвари, Печуј
- Пророк који се моли, 1903.
- Зид плача у Јерусалиму, 1904.
- Маслинска гора у Јерусалиму
- Ходочашће кедровима у Либану, 1907, Мађарска национална галерија, Будимпешта
- Усамљени кедар, 1907, Музеј Чонтварија, Печуј
- Маријин бунар у Назарету
- Јахачи на мору, 1909.
- Рушевине грчког позоришта у Таормини, 1905, Мађарска национална галерија, Будимпешта